# Бресс Блё
Бресс Блё (фр. Bresse Bleu) — французский сыр, относящийся к голубым сырам.

## История
Бресс Блё впервые был приготовлен после Второй Мировой войны на юге Франции в Брессе, оригинальный рецепт известен с 1950 года.

## Изготовление
Сыр изготавливается в течение всего года на юге Франции. Для приготовления используется пастеризованное коровье молоко. Процесс выдержки может занимать от двух до четырёх недель.

## Описание
Сырные головки имеют цилиндрическую форму и выпускаются в трёх размерах:
1. крупный, диаметром 10 сантиметров, высотой 6,5 сантиметров и массой 500 грамм;
2. средний, диаметром 8 сантиметров, высотой 4,5 сантиметров и массой 225 грамм;
3. маленький, диаметром 6 сантиметров, высотой 4,5 сантиметров и массой 125 грамм.

Бресс Блё покрыт молочно-белой коркой с плесневым налетом. Под коркой находится маслянистая мякоть цвета слоновой кости с нежной сливочной структурой и крупными вкраплениями плесени. Обладает нежной кремообразной текстурой, подчеркнуто молочным вкусом с привкусом перца и сливок, а также легким ароматом голубого сыра. Жирность сыра 55 %, помимо этого существует облегченная версия с жирностью 15 %.
Употребляется в качестве самостоятельного блюда, сочетается с белыми игристыми винами.